# Al-Kindi
Abū Yūsuf Yaʿqūb ibn Isḥāq al-Kindī, in arabo ﺍﺑﻮ ﻳﻮﺳﻒ يعقوب بن اسحاق الكندي‎? (nome latinizzato Alchindus; 801 circa – 873), è stato un musicista, astrologo, matematico, filosofo, fisico, astronomo e scienziato arabo.
Al-Kindi fu il primo dei filosofi peripatetici musulmani ed è famoso per aver introdotto la filosofia greca nel mondo arabo.
Il contatto con i "filosofi dell'antichità" (così erano conosciuti i filosofi greci dagli studiosi musulmani), e in particolare Aristotele, ebbe un profondo effetto sul proprio sviluppo intellettuale, portandolo a scrivere numerosi trattati originali su una varietà di soggetti, dalla metafisica all'etica, dalla matematica alla farmacologia e all'astrologia, ma non all'alchimia che era dal filosofo arabo considerata una cialtroneria.
In matematica, al-Kindī ebbe un ruolo importante per l'introduzione dei numerali indiani nel mondo islamico e cristiano. Fu pioniere della crittoanalisi individuando diversi nuovi metodi per decrittare un codice cifrato. Utilizzando la propria competenza di matematico e medico sviluppò una scala per consentire ai medici di quantificare la potenza dei medicamenti. Fece esperimenti di musicoterapia.
Caduto in disgrazia sotto il califfato di al-Mutawakkil (forse per le sue tendenze favorevoli al Mutazilismo), al-Kindī morì verso l'866 (o 873).

## Biografia
Al-Kindī nacque a Kufa da una famiglia aristocratica della tribù araba dei Banū Kinda, originaria dello Yemen, da cui derivò la sua nisba. Il suo nome completo era Abū Yūsuf Yaʿqūb ibn Isḥāq ibn al-Ṣabbāḥ ibn ʿUmrān ibn Ismāʿīl al-Kindī (in arabo أبو يوسف يعقوب ابن اسحاق ابن الصّبّاح ابن عمران ابن اسماعيل الكندي‎?). Il padre era governatore di Kufa, dove al-Kindī ricevette la sua prima educazione. Più tardi completò gli studi a Baghdad nella corte dei califfi Abbasidi al-Maʾmūn e al-Muʿtaṣim. Grazie al suo apprendimento e all'attitudine agli studi, al-Maʾmūn lo destinò alla Bayt al-Ḥikma (la Casa del Sapere) (insieme al matematico al-Khwārizmīi), un centro per la traduzione degli antichi testi filosofici e scientifici greci, da poco istituita a Baghdad. Era anche famoso per la sua calligrafia, e fu per questo impiegato come calligrafo da al-Mutawakkil.
Alla morte di al-Maʾmūn, il fratello, al-Muʿtaṣim divenne califfo. La posizione di al-Kindī migliorò sotto al-Muʿtaṣim, che lo nominò tutore del figlio. Ma con la successione di al-Wāthiq, e ancor di più dopo la salita al potere di al-Mutawakkil, la stella di al-Kindī si affievolì. Vi sono diverse teorie sul perché: alcuni attribuiscono la caduta di al-Kindī a rivalità all'interno della Bayt al-Ḥikma; altri mettono in evidenza le violente persecuzioni di al-Mutawakkil verso i musulmani non sunniti. A un certo punto al-Kindī cadde in disgrazia e la sua biblioteca fu temporaneamente confiscata. Henry Corbin, un'autorità negli studi islamici, dice che nell'873, al-Kindī morì "in solitudine" a Baghdad durante il regno di al-Muʿtamid.
Dopo la morte, il lavoro filosofico di al-Kindī fu presto dimenticato e molte delle sue opere furono perse persino per i tardi studiosi e storici islamici. Felix Klein-Franke suggerisce un certo numero di ragioni per questo fenomeno: a parte la militanza ortodossa di al-Mutawakkil, i Mongoli distrussero molte biblioteche durante le loro invasioni. Tuttavia, egli dice che la causa più probabile è che le sue opere non trovarono mai una degna accoglienza presso gli studiosi, in confronto a quelle di al-Fārābī e Avicenna, e infine queste lo offuscarono.

## Opere
Al-Kindī era maestro in molte aree del pensiero. Anche se fu poi messo in ombra da nomi come quelli di al-Farabi e Avicenna, è considerato come uno dei più grandi filosofi islamici dei suoi tempi. Lo storico Ibn al-Nadīm (m. 955), lo descrive come:
Il migliore del suo tempo, unico nella conoscenza di tutte le scienze antiche. È chiamato "il Filosofo degli Arabi". I suoi libri riguardano scienze differenti come la logica la filosofia la geometria l'aritmetica, l'astronomia ecc.. Lo colleghiamo ai filosofi naturali per la sua importanza nella scienza.
Girolamo Cardano lo considerava uno dei dodici migliori pensatori del Medioevo. Secondo Ibn al-Naḍīm, al-Kindī scrisse almeno duecentosessanta libri, contribuendo in maniera determinante alla geometria (trentadue libri), alla medicina e alla filosofia (ventidue libri per entrambe le discipline), alla logica (nove libri) e alla fisica (dodici libri). La sua influenza nei campi della fisica, della matematica, della medicina, della filosofia e della musica fu di vasta portata e restò di primaria importanza per diversi secoli. Nonostante molti dei suoi libri siano andati persi nei secoli, una piccola parte è sopravvissuta nelle traduzioni in latino di Gerardo da Cremona, altre sono state riscoperte in manoscritti arabi; ventiquattro delle sue opere sono state ritrovate a metà del XX secolo in una biblioteca turca.
Sarebbe stata redatta da al-Kindī La teologia di Aristotele, una parafrasi di parti delle Enneadi di Plotino, insieme con un commento di Porfirio.

### Filosofia
Il grande contributo di al-Kindī alla filosofia islamica è stato quello di aver reso il pensiero greco accessibile ed accettabile ad una lettura islamica. Al-Kindī operò nell'ambito della Bayt al-Ḥikma a Baghdad. Grazie alla sua traduzione di molti importanti testi egli creò un vocabolario filosofico che divenne standard nel pensiero arabo; senza la sua opera, il lavoro di filosofi come al-Fārābī, Avicenna e al-Ghazālī non sarebbe stato possibile.
Nei suoi scritti, uno dei punti principali di al-Kindī era di dimostrare la compatibilità tra la filosofia e la teologia naturale da una parte e con la teologia speculativa o rivelata dall'altra (anche se non accettava la teologia speculativa). A parte ciò, egli sostiene chiaramente di credere che la rivelazione è una fonte di conoscenza superiore alla ragione poiché garantisce argomenti di fede che la ragione non può svelare. Se il suo approccio filosofico non era sempre originale, fu anche considerato goffo da pensatori successivi (fondamentalmente perché era il primo filosofo a scrivere in lingua araba) egli introdusse con successo il pensiero aristotelico e, specialmente, neoplatonico all'interno del pensiero filosofico islamico. È stato un fattore importante nell'introduzione e nella divulgazione della filosofia greca nel mondo intellettuale musulmano.

### Astronomia

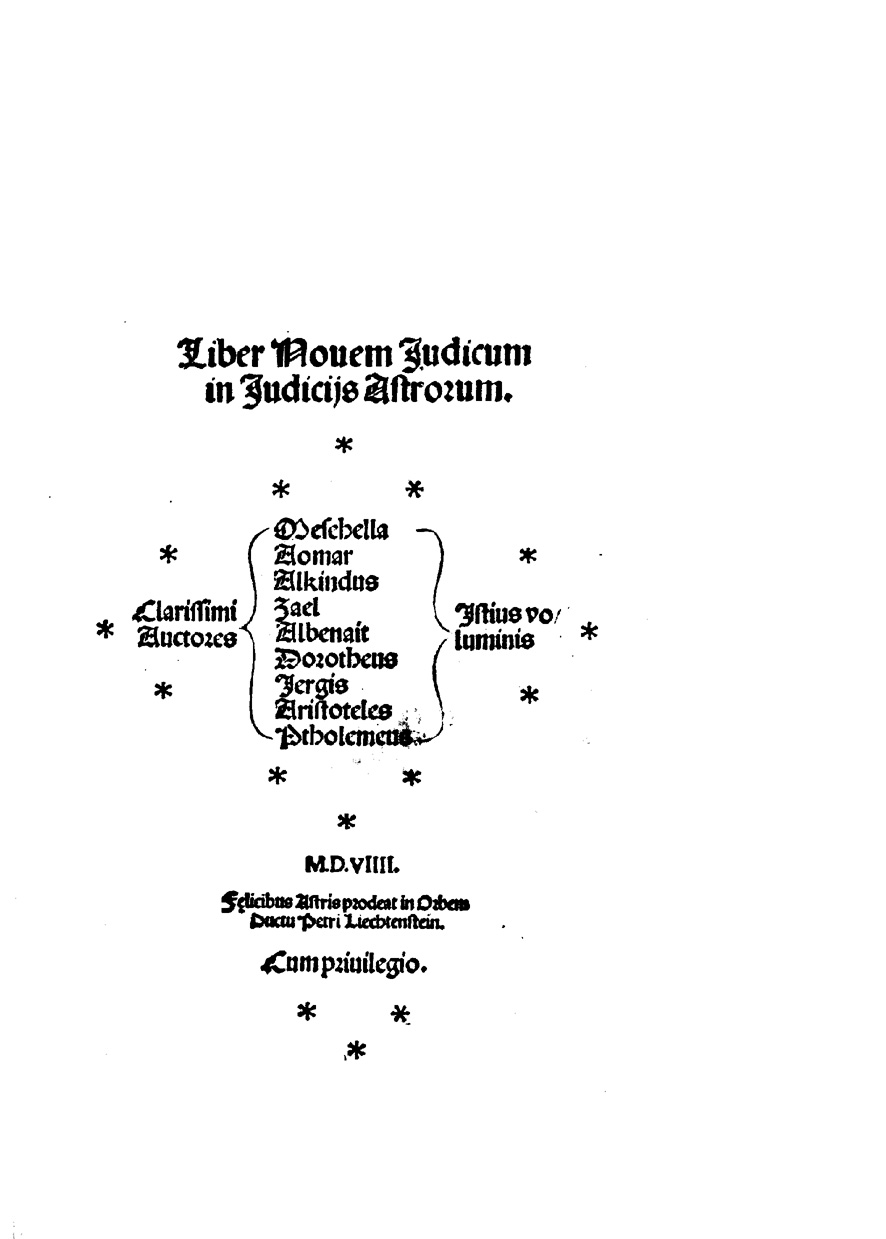
Liber novem iudicum in iudiciis astrorum, 1509

Al-Kindī dichiarò la sua legge della gravità terrestre:
Robert Hooke, nel XVII secolo, quantificò e modificò la legge di al-Kindī della gravità terrestre per spiegare i moti celesti:
La legge di gravitazione celeste di Robert Hooke a sua volta ispirò la legge di gravitazione universale di Isaac Newton.

### Astrologia
La visione del sistema solare di al-Kindi deriva da quella di Tolomeo, che pone la Terra al centro di una serie di sfere concentriche in cui sono contenuti i corpi celesti conosciuti (i pianeti Luna, Mercurio, Venere, Sole, Marte, Giove e le stelle). In uno dei suoi trattati sull'argomento, dice che questi corpi sono entità razionali, il cui moto circolare è in obbedienza e in onore a Dio. Il loro ruolo, secondo la convinzione di al-Kindī, è di agire come strumenti della divina provvidenza. Egli fornisce una evidenza empirica come dimostrazione di quanto afferma; le differenti stagioni sono caratterizzate da particolari disposizioni dei pianeti e delle stelle (in particolare del Sole); l'apparenza e le maniere degli uomini varia in concordanza con la disposizione dei corpi celesti posti sopra la propria terra natale.
Tuttavia, resta ambiguo il modo in cui i corpi celesti influenzerebbero il mondo materiale. Una teoria, che egli postula nelle sue opere, proviene da Aristotele, il quale ritiene che il movimento dei corpi celesti causi un attrito nella regione sub-lunare che rimescola gli elementi primari di terra, fuoco, aria e acqua, e che ciò produca ogni fenomeno nel mondo materiale. Una opinione alternativa che si trova nel suo trattato Sui raggi è che i pianeti esercitino la loro influenza in linea retta. In ognuno di questi egli presenta due diverse interpretazioni delle interazioni fisiche: azione da contatto e azione a distanza. Questa dicotomia si ritrova anche nei suoi scritti di ottica.

### Chimica
Come chimico evoluto si oppone all'alchimia e contesta il mito che un metallo semplice possa trasformarsi in metallo prezioso come oro o argento.
Scrisse un importante saggio sulle spade e sulle qualità del ferro e i procedimenti di fusione dell'acciaio.

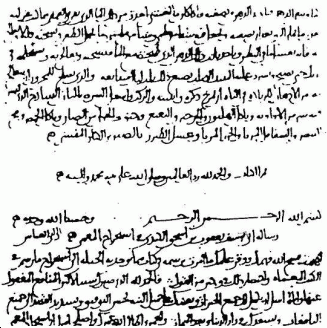
La prima pagina del manoscritto "Sulla decifrazione dei messaggi crittati" di al-Kindī, contenente la prima descrizione nota nella storia di analisi delle frequenze applicata alla crittanalisi.

### Crittografia
Al-Kindī fu un pioniere della crittoanalisi e della crittologia. Gli è attribuito lo sviluppo di un metodo secondo il quale la frequenza dell'occorrenza delle lettere può essere analizzata ed utilizzata per rompere un codice (crittoanalisi per analisi delle frequenze). Ciò è dettagliato in un testo recentemente riscoperto in un archivio ottomano a Istanbul, manoscritto che copre anche metodi di crittoanalisi, cifratura, crittoanalisi di alcune cifrature e analisi statistiche di lettere e combinazioni di lettere in arabo.

### Matematica
Al-Kindī scrisse opere su numerosi importanti argomenti matematici, tra questi, aritmetica, geometria, il sistema di numerazione indiano, l'armonia dei numeri, linee e moltiplicazioni con numeri, quantità relative, misure di proporzioni e di tempo e procedimenti numerici e cancellazioni. Scrisse quattro volumi Sull'uso dei numerali indiani (Kitāb fī istiʿmāl al-ʿadad al-hindī) che contribuirono enormemente alla diffusione del sistema di numerazione indiano nel Vicino Oriente e in Occidente. Sulla geometria, a parte altri lavori, scrisse sulla teoria delle parallele. Due opere di ottica sono pure collegate alla geometria. Uno dei modi in cui egli fece uso della matematica come filosofo fu nel cercare di confutare l'eternità del mondo dimostrando che l'infinito attuale è un assurdo matematico e logico.

### Medicina
Vi sono più di trenta trattati attribuiti ad al-Kindī nel campo della medicina, in questi egli è principalmente influenzato dalle idee di Galeno. Il suo lavoro più importante nel campo è probabilmente De Gradibus nel quale applica la matematica alla medicina, particolarmente alla farmacologia. Come esempio, sviluppa una scala matematica per quantificare la forza dei farmaci e un sistema, basato sulle fasi della luna, che permette ad un medico di stabilire in anticipo i giorni più critici per le malattie dei pazienti.

### Ottica

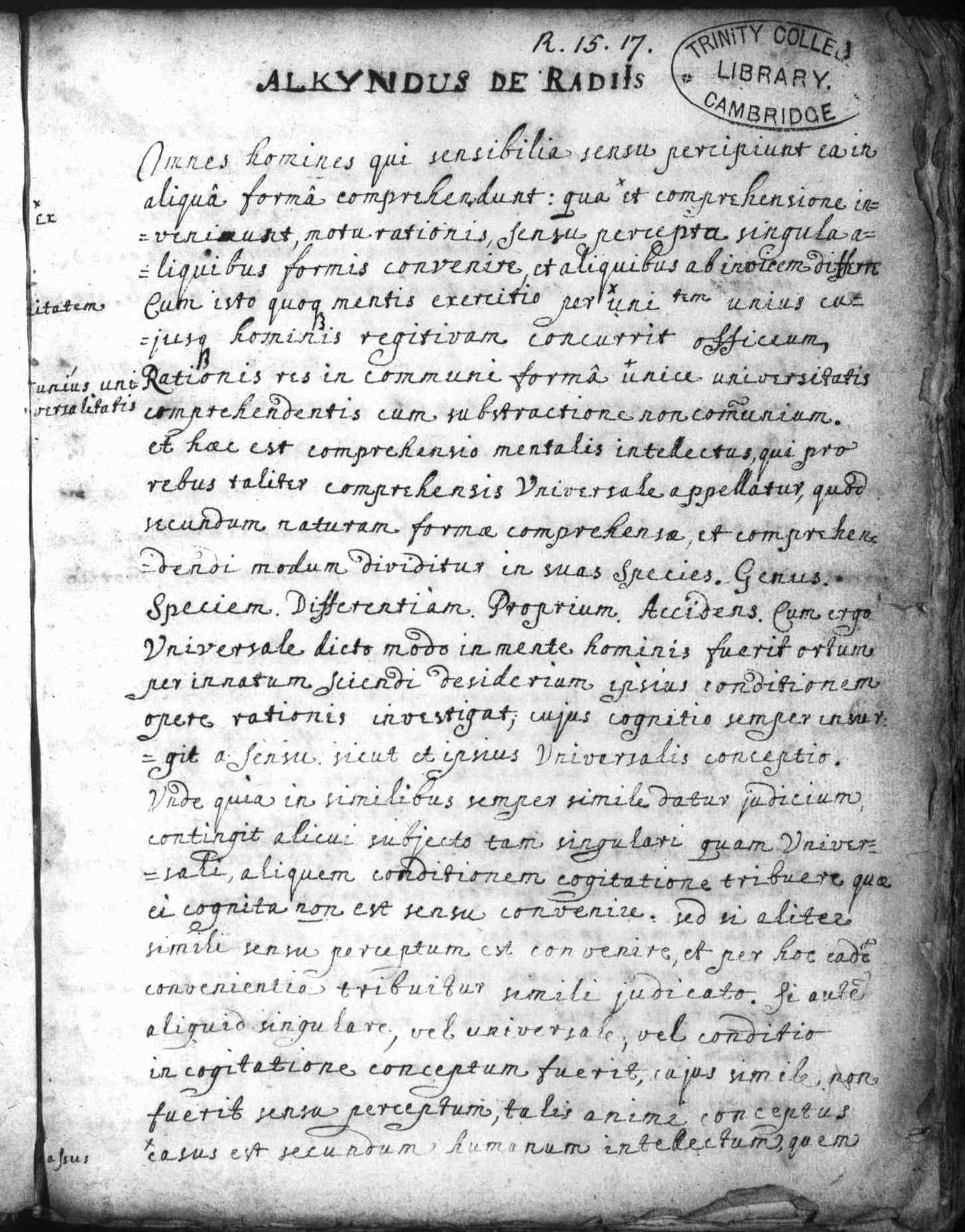
De radiis, manoscritto, XVII secolo. Cambridge, Trinity College Library, Medieval manuscripts, MS R.15.17 (937).

Le due maggiori teorie di ottica appaiono nelle opere di al-Kindī, quella aristotelica e quella euclidea. Aristotele ritiene che per percepire un oggetto sia necessario che l'occhio e l'oggetto stesso siano in contatto attraverso un mezzo trasparente (come l'aria) che sia pieno di luce. Quando questa condizione è soddisfatta, la "forma sensibile" dell'oggetto è trasmessa attraverso il mezzo verso l'occhio. Secondo Euclide, invece, la visione avviene attraverso "raggi" che dall'occhio raggiungono "in linea retta" un oggetto illuminato e vengono riflessi indietro. La dicotomia di contatto e distanza è presente nelle opere di ottica di al-Kindī così come nelle sue opere astrologiche.
Il fattore su cui al-Kindī si basa per determinare quali di queste teorie sono più corrette è quando adeguatamente spiegano l'esperienza della visione. Per esempio, la teoria di Aristotele non è capace di spiegare perché l'angolo con cui una persona vede un oggetto influisce sulla percezione che si ha di questo (per esempio un cerchio, visto "di fianco", appare come un segmento di retta). Secondo Aristotele la forma sensibile completa del cerchio dovrebbe essere trasmessa all'occhio ed apparire quindi come un cerchio. Poiché Euclide fornisce un modello geometrico che spiega tale comportamento così come la lunghezza delle ombre e la riflessione negli specchi, per questa ragione al-Kindī considera la teoria di Euclide preponderante.

### Teoria della musica
Al-Kindī fu il primo grande teorico della musica nel mondo arabo-islamico. Propose l'aggiunta di una quinta corda nell'ʿūd (liuto) e discusse le connotazioni cosmologiche della musica. Andò oltre i risultati dei musicisti dell'antica Grecia nell'uso delle notazioni alfabetiche per un'ottava. Al-Kindī realizzò anche il valore terapeutico della musica e tentò la cura di un ragazzo tetraplegico con una terapia musicale.

Pubblicò quindici trattati di teoria della musica, di questi solo cinque ci sono rimasti. In uno di questi trattati la parola mūsīqā è usata per la prima volta in arabo, oggi la parola è utilizzata in arabo, persiano, turco e diverse altre lingue parlate nel mondo islamico.

## Il pensiero filosofico

### Influenze
Mentre gli intellettuali musulmani erano in generale a conoscenza della filosofia greca, specialmente la logica, si ritiene che al-Kindī sia stato il primo vero filosofo musulmano. Il suo pensiero è stato grandemente influenzato dalla filosofia neoplatonica di Proclo, Plotino e Giovanni Filopono tra gli altri, sebbene abbia attinto idee anche da altre scuole ellenistiche. Fa molti riferimenti ad Aristotele nei suoi scritti, spesso involontariamente reinterpretati in un contesto neoplatonico. Ciò è particolarmente evidente in aree come la metafisica e la natura di Dio come entità causale. I primi esperti hanno suggerito che fu influenzato dalla scuola di teologia mutazilita, a causa del comune interesse dimostrato per il mantenimento della pura unità ( tawḥīd ) di Dio. Ora, tuttavia, tali concordanze sono considerate incidentali, studi più recenti hanno mostrato infatti discordanze su un numero di questioni altrettanto importanti.

### Metafisica
Secondo al-Kindī, lo scopo della metafisica è la conoscenza di Dio. Per questo egli non fa una netta distinzione tra filosofia e teologia, poiché egli crede che entrambe si occupano dello stesso oggetto. Filosofi più tardi, in particolare al-Fārābī e Avicenna, saranno fortemente in disaccordo con lui su tale argomento dicendo che la metafisica si occupa dell'Essere in quanto Essere e come tale, la natura di Dio è puramente conseguente.
Centrale, nella comprensione metafisica di al-Kindī, è l'assoluta unità di Dio ( tawḥīd ) che egli considera attributo unicamente associato a Dio. Con ciò egli intende che mentre possiamo pensare ad ogni cosa come "una", in realtà essa può essere "una" o "molte". Per esempio il corpo è uno, ma è anche formato da molte parti. Ci si può riferire ad "un elefante" indicando un singolo elefante, ma il termine "elefante" si applica ad una specie animale che contiene molteplici individui. Quindi solo Dio è assolutamente uno, sia in essere che nell'idea, mancando ogni qualsivoglia molteplicità. Questa comprensione implica una teologia negativa estremamente rigorosa poiché ne deriva che ogni descrizione che può applicarsi ad ogni cosa, non può essere applicata a Dio. Kindì prova l'esistenza di Dio a partire dall'ordine del mondo e giunge all'Ordinatore supremo di ogni cosa. L'attributo principale di Dio non è l'essere, ma l'unicità. In ciò egli risente dell'influsso dell'islamismo e dell'Unicità assoluta di Allah.
Oltre ad assoluta unità, al-Kindī descrive Dio come Creatore. Ciò significa che Dio agisce sia come fine che come causa efficiente. Al contrario di filosofi musulmani neoplatonici (che asserisco l'esistenza dell'universo essere il risultato dell'esistenza di Dio agente passivo), al-Kindī concepisce Dio come agente attivo. In effetti come "l'unico" agente, essendo ogni altro agente intermediario dipendente da Dio. L'idea chiave è che Dio "agisce" attraverso intermediari creati, che a loro volta "agiscono" uno sull'altro - attraverso una catena di causa-effetto - e produrre il risultato voluto. In realtà gli agenti intermediari non agiscono affatto ma sono i semplici canali per l'azione di Dio stesso. Questo è particolarmente importante nello sviluppo della filosofia islamica, in quanto ritrae la "causa prima" ed il "mobile immobile" della filosofia aristotelica in modo compatibile con il concetto di Dio secondo la rivelazione islamica.

### Epistemologia
Al-Kindī teorizzava l'esistenza di un intelletto a parte, incorporeo e universale, conosciuto come Intelletto Primo. Fu la prima delle creazioni di Dio e l'intermediario attraverso il quale tutte le cose sono venute al mondo. A parte l'ovvia importanza metafisica, ciò fu cruciale per la epistemologia di al-Kindī, influenzata dal realismo platonico.
Secondo Platone, tutto ciò che esiste nel mondo materiale corrisponde a certe forme universali nel regno celeste. Tali forme sono concetti astratti come specie, qualità o relazioni che si applicano a tutti gli oggetti e gli esseri fisici. Per esempio la qualità "rossa" di una mela è derivata dall'appropriato universale. Al-Kindī dice tuttavia che l'intelletto umano è solo potenzialmente in grado di comprendere. Tale potenziale è attualizzato dall'Intelletto Primo che pensa senza sosta ogni universale. Egli argomenta che un agente esterno a tale intelletto è necessario dicendo che un essere umano non può pervenire ad un universale con la sola percezione. In altre parole un intelletto non può comprendere le specie di un oggetto semplicemente esaminandone una o più istanze. Secondo il filosofo questo porta ad una "forma sensibile" inferiore e non all'universale. La forma universale può essere raggiunta solo attraverso contemplazione e attualizzazione dall'Intelletto Primo.
L'analogia che provvede a spiegare la teoria è quella del legno e del fuoco. Il legno, argomenta, è potenzialmente caldo (come un uomo può potenzialmente pensare ad un universale), ma richiede che un qualcosa d'altro che è già caldo (come il fuoco) attualizzi il proprio potenziale. Così come il pensiero dell'Intelletto Primo è necessario perché un essere umano pensi un universale. Quindi egli dice che è necessario che l'Intelletto Primo pensi ogni cosa. Una volta che un intelletto umano comprende un universale attraverso tale processo questo diventa parte di un intelletto acquisito individuale e può essere pensato ogni volta che lo desidera.

### Anima e Vita dopo la morte
Al-Kindī sostiene che l'anima è una sostanza semplice e immateriale, collegata al mondo materiale solamente attraverso la facoltà di operare attraverso il corpo fisico. Per spiegare la natura della nostra esistenza su questa terra, ispirandosi a Epitteto, la paragona ad una nave che, durante un viaggio oceanico, ha temporaneamente messo ancora presso un'isola e consentito all'equipaggio di sbarcare. L'avviso implicito è che quei passeggeri che si trattengono troppo a lungo sull'isola possono essere lasciati indietro quando la nave riparte di nuovo, qui al-Kindī mostra un concetto stoico: non dobbiamo restare troppo attaccati alle cose materiali (rappresentate dall'isola), poiché ci saranno inevitabilmente sottratte (quando la nave riparte di nuovo). Collega ciò con una idea neoplatonica, dicendo che la nostra anima può essere diretta verso la ricerca del desiderio o verso la ricerca dell'intelletto, la prima lega l'anima al corpo, così che quando il corpo muore, anche l'anima muore, la seconda invece libera l'anima dal corpo e le consente di sopravvivere "nella luce del Creatore", in un regno di pura intelligenza.

### Relazioni tra Rivelazione e Filosofia
Nella visione di al-Kindī, la profezia e la filosofia sono due differenti modi per giungere alla verità. Egli confronta le due posizioni in quattro modi. Nel primo, mentre una persona può sottomettersi ad un lungo periodo di studio e di esercizio per diventare filosofo, la profezia è donata da Dio. Nel secondo, il filosofo può giungere alla verità con la propria volontà (e con grande difficoltà), mentre un profeta ha la verità rivelatagli da Dio. Nel terzo, la comprensione del profeta - essendo rivelata - è chiara e più completa rispetto a quella del filosofo. Nel quarto, il modo con cui il profeta è capace di esprimere la sua comprensione alla gente comune è superiore. Al-Kindī dice quindi che il profeta è superiore in due campi: la facilità e la sicurezza con le quali egli riceve la verità, ed il modo in cui egli la dona agli altri. Tuttavia, il risvolto cruciale è che il contenuto della conoscenza del profeta e del filosofo è lo stesso. Secondo Adamson questo dimostra quanto limitata è la superiorità che al-Kindī consente alla profezia.
In aggiunta a ciò, al-Kindī adotta un punto di vista naturalistico per la visione profetica. Egli argomenta che, attraverso la facoltà dell'"immaginazione" come concepita nella filosofia aristotelica, alcune anime "pure" e bene preparate, sono capaci di ricevere informazioni su eventi futuri. Significativamente egli non attribuisce tali visioni o sogni alla rivelazione da Dio, piuttosto spiega che l'immaginazione consente agli esseri umani di ricevere la "forma" di qualcosa senza necessità di percepire l'entità fisica a cui si riferisce. Di conseguenza, questo potrebbe permettere che chiunque abbia purificato sé stesso diventa capace di ricevere tali visioni. È precisamente questa idea, insieme ad altre spiegazioni naturalistiche dei miracoli profetici che al-Ghazali attacca nella sua Incoerenza dei filosofi.

### Controversie
Mentre al-Kindī apprezzava l'utilità della filosofia nel rispondere a domande di natura religiosa, altri pensatori islamici non ne condividevano l'entusiasmo. Non sarebbe corretto tuttavia presumere che si opponevano alla filosofia semplicemente perché "scienza straniera".
Oliver Leaman, un esperto di filosofia islamica, evidenzia che le obiezioni dei teologi sono raramente dirette verso la filosofia in sé, ma piuttosto verso le conclusioni a cui i filosofi giungono. Anche al-Ghazali, che è famoso per le sue critiche ai filosofi, era egli stesso esperto in filosofia e logica. Le sue critiche erano sulle conclusioni teologicamente errate. Le più gravi delle quali, ai suoi occhi, erano il credere nella co-eternità dell'universo e di Dio, la negazione della resurrezione dei corpi e l'asserzione che Dio ha conoscenza solo degli astratti universali e non delle cose particolari (bisogna comunque precisare che non tutti i filosofi sottoscrivevano tali idee)
In vita, al-Kindī fu abbastanza fortunato per godere della protezione dei califfi pro-mutaziliti al-Maʾmūn e al-Mu'tasim, questo gli permise di compiere le sue speculazioni filosofiche con relativo agio. Ma ciò cambiò significativamente verso la fine della sua vita quando al-Mutawakkil supportò la più ortodossa scuola asharita ed iniziò una persecuzione delle scuole non ortodosse di pensiero, ivi inclusi i filosofi. Ai suoi tempi, al-Kindī fu criticato per aver esaltato l'"intelletto" come la più immanente delle creazioni in prossimità di Dio, ciò che era comunemente ritenuta la posizione degli angeli. Egli si impegnò in una disputa con i mutaziliti che attaccò per la loro credenza negli atomi. Ma il vero ruolo di al-Kindī nel conflitto tra filosofi e teologi fu nell'aver preparato il terreno di contesa. Il suo lavoro, dice Deborah Black, contiene tutti i temi delle future controversie che saranno realizzati pienamente nella Incoerenza dei filosofi da al-Ghazali.

## Nella cultura di massa
Al nome di al-Kindī si ispira l'omonimo ensemble musicale aleppino di musica classica araba sacra e profana sotto la guida del virtuoso di qanun Jiulien Jalal Eddine Weiss.